# Alèthe à couronne orangée
Alethe castanea
Espèce
Statut de conservation UICN

LC : Préoccupation mineure
L'Alèthe à couronne orangée (Alethe castanea) est une espèce d'oiseau de la famille des Muscicapidae.
Cet oiseau peuple la forêt basse-guinéenne et la forêt du bassin du Congo.

## Sous-espèces
- Alethe castanea castanea
- Alethe castanea woosnami